# Droits de l'homme à Djibouti
La question des droits jumains à Djibouti, un petit pays situé dans la Corne de l'Afrique est un sujet de préoccupation pour plusieurs organisations des droits de l'homme.
Le rapport national du département d'État américain sur les pratiques en matière de droits de l'homme pour 2019 souligne que les principaux problèmes de Djibouti en matière de droits de l'homme sont les suivants : exécutions illégales ou arbitraires par des agents du gouvernement ; détentions arbitraires par des agents du gouvernement ; conditions de détention difficiles et mettant la vie en danger ; ingérence arbitraire ou illégale dans la vie privée ; arrestations ou poursuites injustifiées de journalistes ; diffamation criminelle ; ingérence substantielle dans les droits de réunion pacifique et de liberté d'association ; actes de corruption importants ; et violence à l'encontre des femmes et des filles avec une action gouvernementale inadéquate en matière de poursuites et de responsabilité, y compris les mutilations génitales féminines/excisions. Le rapport indique également que l'impunité est un problème, le gouvernement prenant rarement des mesures pour identifier et punir les fonctionnaires qui ont commis des abus, que ce soit dans les services de sécurité ou ailleurs au sein du gouvernement .

## Histoire (1977-2006) et situation politique
Djibouti obtient son indépendance de la France en 1977, après que 98,8 % de l'électorat a voté en faveur du désengagement lors d'un référendum. Hassan Gouled Aptidon devient président et son parti politique, le Rassemblement du peuple pour le progrès, est déclaré parti unique légal en 1981. Il reste aux commandes depuis, sous Aptidon jusqu'en 1999, puis Ismaïl Omar Guelleh.
Ce qui suit est un tableau des notes de Djibouti depuis 1977 dans les rapports Freedom in the World, publiés chaque année par Freedom House. Une note de 1 correspond à « libre » ; 7 correspond à « non libre »
| \| Année \| Droits civiques \| Libertés publiques \| Statut \| Président[6] \| \| 1977 \| 3 \| 4 \| Partiellement libre \| Hassan Gouled Aptidon \| \| 1978 \| 3 \| 4 \| Partiellement libre \| Hassan Gouled Aptidon \| \| 1979 \| 3 \| 4 \| Partiellement libre \| Hassan Gouled Aptidon \| \| 1980 \| 3 \| 4 \| Partiellement libre \| Hassan Gouled Aptidon \| \| 1981 \| 5 \| 6 \| Non libre \| Hassan Gouled Aptidon \| \| 1982[7] \| 5 \| 6 \| Non libre \| Hassan Gouled Aptidon \| \| 1983 \| 5 \| 6 \| Non libre \| Hassan Gouled Aptidon \| \| 1984 \| 5 \| 6 \| Partiellement libre \| Hassan Gouled Aptidon \| \| 1985 \| 6 \| 6 \| Non libre \| Hassan Gouled Aptidon \| \| 1986 \| 6 \| 6 \| Non libre \| Hassan Gouled Aptidon \| \| 1987 \| 6 \| 6 \| Non libre \| Hassan Gouled Aptidon \| \| 1988 \| 6 \| 6 \| Non libre \| Hassan Gouled Aptidon \| \| 1989 \| 6 \| 5 \| Non libre \| Hassan Gouled Aptidon \| \| 1990 \| 6 \| 5 \| Non libre \| Hassan Gouled Aptidon \| \| 1991 \| 6 \| 5 \| Non libre \| Hassan Gouled Aptidon \| \| 1992 \| 6 \| 6 \| Non libre \| Hassan Gouled Aptidon \| \| 1993 \| 6 \| 6 \| Non libre \| Hassan Gouled Aptidon \| \| 1994 \| 6 \| 6 \| Non libre \| Hassan Gouled Aptidon \| \| 1995 \| 5 \| 6 \| Non libre \| Hassan Gouled Aptidon \| \| 1996 \| 5 \| 6 \| Non libre \| Hassan Gouled Aptidon \| \| 1997 \| 5 \| 6 \| Non libre \| Hassan Gouled Aptidon \| \| 1998 \| 5 \| 6 \| Non libre \| Hassan Gouled Aptidon \| \| 1999 \| 4 \| 6 \| Partiellement libre \| Hassan Gouled Aptidon \| \| 2000 \| 4 \| 5 \| Partiellement libre \| Ismaïl Omar Guelleh \| \| 2001 \| 4 \| 5 \| Partiellement libre \| Ismaïl Omar Guelleh \| \| 2002 \| 4 \| 5 \| Partiellement libre \| Ismaïl Omar Guelleh \| \| 2003 \| 5 \| 5 \| Partiellement libre \| Ismaïl Omar Guelleh \| \| 2004 \| 5 \| 5 \| Partiellement libre \| Ismaïl Omar Guelleh \| \| 2005 \| 5 \| 5 \| Partiellement libre \| Ismaïl Omar Guelleh \| \| 2006 \| 5 \| 5 \| Partiellement libre \| Ismaïl Omar Guelleh \| \| 2007 \| 5 \| 5 \| Partiellement libre \| Ismaïl Omar Guelleh \| \| 2008 \| 5 \| 5 \| Partiellement libre \| Ismaïl Omar Guelleh \| \| 2009 \| 5 \| 5 \| Partiellement libre \| Ismaïl Omar Guelleh \| \| 2010 \| 6 \| 5 \| Non libre \| Ismaïl Omar Guelleh \| \| 2011 \| 6 \| 5 \| Non libre \| Ismaïl Omar Guelleh \| \| 2012[8] \| 6 \| 5 \| Non libre \| Ismaïl Omar Guelleh \| \| 2013[9] \| 6 \| 5 \| Non libre \| Ismaïl Omar Guelleh \| \| 2014[10] \| 6 \| 5 \| Non libre \| Ismaïl Omar Guelleh \| |                 |                    |                     |                       |
| Année | Droits civiques | Libertés publiques | Statut              | Président             |
| 1977 | 3               | 4                  | Partiellement libre | Hassan Gouled Aptidon |
| 1978 | 3               | 4                  | Partiellement libre | Hassan Gouled Aptidon |
| 1979 | 3               | 4                  | Partiellement libre | Hassan Gouled Aptidon |
| 1980 | 3               | 4                  | Partiellement libre | Hassan Gouled Aptidon |
| 1981 | 5               | 6                  | Non libre           | Hassan Gouled Aptidon |
| 1982 | 5               | 6                  | Non libre           | Hassan Gouled Aptidon |
| 1983 | 5               | 6                  | Non libre           | Hassan Gouled Aptidon |
| 1984 | 5               | 6                  | Partiellement libre | Hassan Gouled Aptidon |
| 1985 | 6               | 6                  | Non libre           | Hassan Gouled Aptidon |
| 1986 | 6               | 6                  | Non libre           | Hassan Gouled Aptidon |
| 1987 | 6               | 6                  | Non libre           | Hassan Gouled Aptidon |
| 1988 | 6               | 6                  | Non libre           | Hassan Gouled Aptidon |
| 1989 | 6               | 5                  | Non libre           | Hassan Gouled Aptidon |
| 1990 | 6               | 5                  | Non libre           | Hassan Gouled Aptidon |
| 1991 | 6               | 5                  | Non libre           | Hassan Gouled Aptidon |
| 1992 | 6               | 6                  | Non libre           | Hassan Gouled Aptidon |
| 1993 | 6               | 6                  | Non libre           | Hassan Gouled Aptidon |
| 1994 | 6               | 6                  | Non libre           | Hassan Gouled Aptidon |
| 1995 | 5               | 6                  | Non libre           | Hassan Gouled Aptidon |
| 1996 | 5               | 6                  | Non libre           | Hassan Gouled Aptidon |
| 1997 | 5               | 6                  | Non libre           | Hassan Gouled Aptidon |
| 1998 | 5               | 6                  | Non libre           | Hassan Gouled Aptidon |
| 1999 | 4               | 6                  | Partiellement libre | Hassan Gouled Aptidon |
| 2000 | 4               | 5                  | Partiellement libre | Ismaïl Omar Guelleh   |
| 2001 | 4               | 5                  | Partiellement libre | Ismaïl Omar Guelleh   |
| 2002 | 4               | 5                  | Partiellement libre | Ismaïl Omar Guelleh   |
| 2003 | 5               | 5                  | Partiellement libre | Ismaïl Omar Guelleh   |
| 2004 | 5               | 5                  | Partiellement libre | Ismaïl Omar Guelleh   |
| 2005 | 5               | 5                  | Partiellement libre | Ismaïl Omar Guelleh   |
| 2006 | 5               | 5                  | Partiellement libre | Ismaïl Omar Guelleh   |
| 2007 | 5               | 5                  | Partiellement libre | Ismaïl Omar Guelleh   |
| 2008 | 5               | 5                  | Partiellement libre | Ismaïl Omar Guelleh   |
| 2009 | 5               | 5                  | Partiellement libre | Ismaïl Omar Guelleh   |
| 2010 | 6               | 5                  | Non libre           | Ismaïl Omar Guelleh   |
| 2011 | 6               | 5                  | Non libre           | Ismaïl Omar Guelleh   |
| 2012 | 6               | 5                  | Non libre           | Ismaïl Omar Guelleh   |
| 2013 | 6               | 5                  | Non libre           | Ismaïl Omar Guelleh   |
| 2014 | 6               | 5                  | Non libre           | Ismaïl Omar Guelleh   |

### Régime Aptidon (1977–1999)

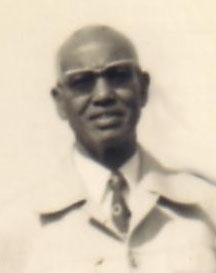
Hassan Gouled Aptidon

Les allégations de détentions politiques et de torture commencent presque immédiatement après l'indépendance. Le 15 décembre 1977, dix-sept sympathisants de l'opposition Mouvement populaire de libération sont arrêtés et torturés. En 1978, quinze étudiants, en visite de leurs études à l'étranger à Paris, sont condamnés à des mois de prison et auraient été torturés pour des articles écrits par leur syndicat étudiant en France. Après une attaque armée en 1979 à Randa, une soixantaine d'Afars sont arrêtés et au moins un est décédé des suites de tortures. Il est affirmé que beaucoup sont arrêtés uniquement pour leur appartenance au Mouvement populaire de libération. Après une prétendue tentative d'assassinat contre le directeur de la sécurité en juin 1979 (dont Amnesty International rapporte qu'elle doute de la réalité), neuf opposants politiques, dont deux députés, sont arrêtés et torturés. L'un d'eux – Mohamed Houmed Mohamed – avait auparavant prononcé un discours parlementaire dénonçant l'usage de la torture par le gouvernement.
En août 1981, le Parti populaire djiboutien demande la reconnaissance légale en tant que parti politique. Début septembre, ils publient leur premier bulletin et, le 7 septembre, les treize membres du Comité exécutif sont arrêtés, dont six parlementaires. Parmi les détenus figure Mohamed Houmed Mohamed. Certains de ces membres fuient le pays après leur libération, mais sont de nouveau détenus et torturés à leur retour d'exil.
Les méthodes de torture rapportées sous Aptidon incluent (mais ne sont pas limitées à) : des passages à tabac sévères, le waterboarding, des brûlures, la déchirure des ongles, des chocs électriques, l'exposition prolongée à la fumée entraînant une quasi-asphyxie, « The Swing », dans lequel la victime nue est suspendue à une barre par les chevilles, et des insertions de bouteille dans l'anus ,.

### Régime Guelleh (1999–)

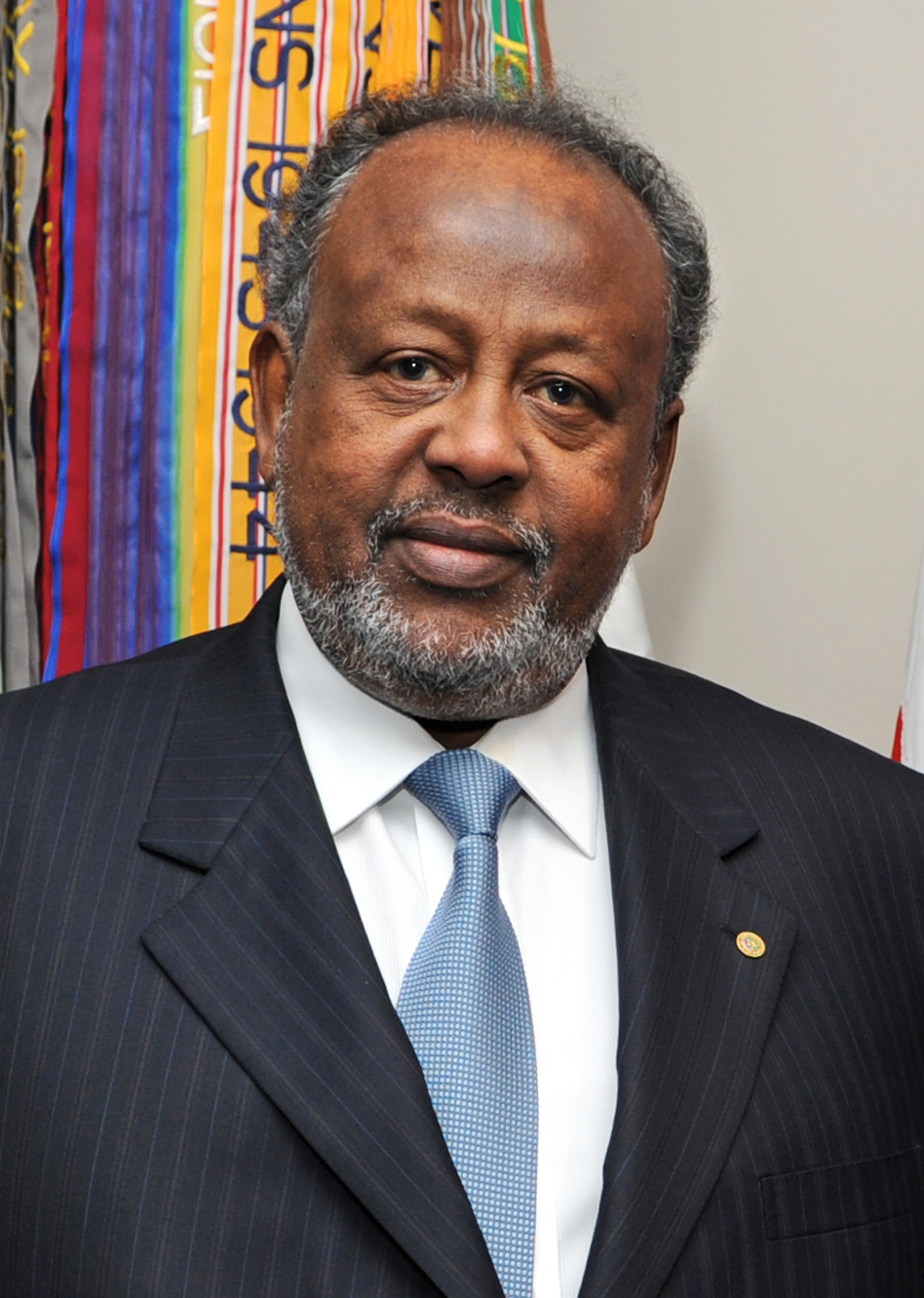
Ismaïl Omar Guelleh.

Aptidon annonce sa retraite en février 1999 et le Rassemblement populaire pour le progrès choisit Ismaïl Omar Guelleh comme candidat à la présidentielle. Il remporte haut la main les élections d'avril (en), avec près des trois quarts des voix, battant son seul rival présidentiel, l'indépendant Moussa Ahmed Idriss,. Idriss est arrêté en septembre suivant pour « menace contre le moral des forces armées » et détenu dans un lieu tenu secret.
Le Rassemblement du peuple pour le progrès continue de dominer la vie politique sous Guellah, profitant d'un système uninominal unique dans lequel le vainqueur de la majorité dans chacune des cinq circonscriptions électorales du pays remporte tous les sièges. Ainsi, lors des élections à l'Assemblée nationale de 2003, la coalition remporte les 65 sièges avec seulement 62 % des voix. Les partis d'opposition boycottent les élections de 2005 et de 2008.
En 2008, le président Guellah publie un décret dissolvant le parti d'opposition Mouvement pour le renouveau démocratique et le développement .
En avril 2010, la constitution est amendée, levant la limite de deux mandats et permettant à Guelleh de poursuivre son mandat de président. En juin 2010, le citoyen le plus riche de Djibouti et ancien ami du président, Abdourahman Boreh, est condamné par contumace pour terrorisme. Il n'a pas d'avocat de la défense et avait l'intention de se présenter à la présidence en 2011.

## Problèmes actuels (2007–)

### Liberté d'expression
Le principal journal (La Nation de Djibouti) et le radiodiffuseur (Radiodiffusion télévision de Djibouti) sont contrôlés par le gouvernement. Le journal d'opposition Le Renouveau cesse ses activités en 2007 après avoir publié un article affirmant qu'un homme d'affaires avait soudoyé le beau-frère d'Ismail Omar Guelleh, le gouverneur de la Banque centrale de Djibouti. Le 2 juillet 2009, Ahmed Darar Robleh est arrêté puis condamné à six mois de prison pour avoir écrit de la poésie critiquant le président.
En février 2011, le gouvernement arrête des dizaines d'opposants politiques, dont six personnes qui assurent des reportages à la radio européenne, La Voix de Djibouti (en). Parmi eux, Farah Abadid Heldid et Houssein Robleh Dabar, qui sont libérés quatre mois plus tard, mais de nouveau arrêtés en novembre.

### Liberté de religion
Freedom House affirme que la liberté de religion est respectée dans le pays.

### Système légal
Djibouti abolit la peine de mort en avril 2010. Le système juridique du pays est basé sur le code civil français, la charia traitant des affaires familiales.

#### Arrestations arbitraires
Bien que les arrestations arbitraires soient interdites par la loi, des organisations tierces prétendent que ce droit n'est pas respecté.
Les forces de sécurité procèdent fréquemment à des arrestations illégales. Jean-Paul Noel Abdi, président de la Ligue djiboutienne des droits de l'homme, est arrêté le 9 février 2011 après avoir rendu compte des manifestations de l'opposition liées au printemps arabe au début du mois. Selon Human Rights Watch, il ne soutient pas les manifestations elles-mêmes mais s'oppose à ce qu'il décrit comme des arrestations arbitraires. Il est ensuite libéré pour des raisons de santé, mais les accusations demeurent.

### Torture
La torture est interdite par la constitution. Cependant, les rapports sur son utilisation continuent d'affluer vers le monde extérieur. Les prostituées sont arrêtées par les brigades des mœurs et le viol serait une condition préalable à la libération. Il y a des rapports occasionnels de policiers battant des prisonniers. Reporters sans frontières affirme que Dirir Ibrahim Bouraleh est décédé des suites de blessures subies sous la torture par le sergent-major Abdourahman Omar Said du 23 au 27 avril 2011.

### Conditions carcérales
Djibouti a une prison centrale - Gabode dans la ville de Djibouti - et un certain nombre de petites prisons. Les conditions dans le système sont signalées comme étant "difficiles" . Bien que souvent surpeuplés, les prisonniers de Gabode sont nourris trois fois par jour et ont accès aux soins médicaux. Les conditions dans les prisons sont considérées comme pires, sans système formel de soins. Une formation aux droits de l'homme est dispensée aux gardiens par le gouvernement .

### Droits des minorités et des femmes
Selon Freedom House, les groupes minoritaires tels que les Yéménites et les Afars sont marginalisés.
Les mutilations génitales féminines sont courantes. L'égalité, cependant, fait des progrès; plus de 50 % des juges sont désormais des femmes.

## Traités internationaux
Les positions de Djibouti sur les traités internationaux relatifs aux droits de l'homme sont les suivantes :
| \| Traité \| Organisation \| Introduit \| Signé \| Ratifié \| \| Convention pour la prévention et la répression du crime de génocide[27] \| Nations unies \| 1948 \| - \| - \| \| Convention internationale sur l'élimination de toutes les formes de discrimination raciale[28] \| Nations unies \| 1966 \| 2006 \| 2009 \| \| Pacte international relatif aux droits économiques, sociaux et culturels[29] \| Nations unies \| 1966 \| - \| 2002 \| \| Pacte international relatif aux droits civils et politiques[30] \| Nations unies \| 1966 \| - \| 2002 \| \| Premier protocole facultatif au Pacte international relatif aux droits civils et politiques[31] \| Nations unies \| 1966 \| - \| 2002 \| \| Convention sur l'imprescriptibilité des crimes de guerre et des crimes contre l'humanité[32] \| Nations unies \| 1968 \| - \| - \| \| Convention sur l'apartheid[33] \| Nations unies \| 1973 \| - \| - \| \| Convention sur l'élimination de toutes les formes de discrimination à l'égard des femmes[34] \| Nations unies \| 1979 \| - \| 1998 \| \| Convention contre la torture et autres peines ou traitements cruels, inhumains ou dégradants[35] \| Nations unies \| 1984 \| - \| 2002 \| \| Convention relative aux droits de l'enfant[36] \| Nations unies \| 1989 \| 1990 \| 1990 \| \| Deuxième protocole facultatif se rapportant au Pacte international relatif aux droits civils et politiques, visant à abolir la peine de mort[37] \| Nations unies \| 1989 \| - \| 2002 \| \| Convention internationale sur la protection des droits de tous les travailleurs migrants et des membres de leur famille[38] \| Nations unies \| 1990 \| - \| - \| \| Protocole facultatif à la Convention sur l'élimination de toutes les formes de discrimination à l'égard des femmes[39] \| Nations unies \| 1999 \| - \| - \| \| Protocole facultatif à la Convention relative aux droits de l'enfant concernant l'implication d'enfants dans les conflits armés[40] \| Nations unies \| 2000 \| 2006 \| 2011 \| \| Protocole facultatif sur la vente d'enfants, la prostitution des enfants et la pornographie mettant en scène des enfants[41] \| Nations unies \| 2000 \| 2006 \| 2011 \| \| Convention relative aux droits des personnes handicapées[42] \| Nations unies \| 2006 \| - \| 2012 \| \| Protocole facultatif à la Convention relative aux droits des personnes handicapées[43] \| Nations unies \| 2006 \| - \| 2012 \| \| Convention internationale pour la protection de toutes les personnes contre les disparitions forcées[44] \| Nations unies \| 2006 \| - \| - \| \| Protocole facultatif au Pacte international relatif aux droits économiques, sociaux et culturels[45] \| Nations unies \| 2008 \| - \| - \| \| Protocole facultatif à la Convention relative aux droits de l'enfant sur une procédure de communication[46] \| Nations unies \| 2011 \| - \| - \| |               |           |       |         |
| Traité | Organisation  | Introduit | Signé | Ratifié |
| Convention pour la prévention et la répression du crime de génocide | Nations unies | 1948      | -     | -       |
| Convention internationale sur l'élimination de toutes les formes de discrimination raciale | Nations unies | 1966      | 2006  | 2009    |
| Pacte international relatif aux droits économiques, sociaux et culturels | Nations unies | 1966      | -     | 2002    |
| Pacte international relatif aux droits civils et politiques | Nations unies | 1966      | -     | 2002    |
| Premier protocole facultatif au Pacte international relatif aux droits civils et politiques | Nations unies | 1966      | -     | 2002    |
| Convention sur l'imprescriptibilité des crimes de guerre et des crimes contre l'humanité | Nations unies | 1968      | -     | -       |
| Convention sur l'apartheid | Nations unies | 1973      | -     | -       |
| Convention sur l'élimination de toutes les formes de discrimination à l'égard des femmes | Nations unies | 1979      | -     | 1998    |
| Convention contre la torture et autres peines ou traitements cruels, inhumains ou dégradants | Nations unies | 1984      | -     | 2002    |
| Convention relative aux droits de l'enfant | Nations unies | 1989      | 1990  | 1990    |
| Deuxième protocole facultatif se rapportant au Pacte international relatif aux droits civils et politiques, visant à abolir la peine de mort | Nations unies | 1989      | -     | 2002    |
| Convention internationale sur la protection des droits de tous les travailleurs migrants et des membres de leur famille | Nations unies | 1990      | -     | -       |
| Protocole facultatif à la Convention sur l'élimination de toutes les formes de discrimination à l'égard des femmes | Nations unies | 1999      | -     | -       |
| Protocole facultatif à la Convention relative aux droits de l'enfant concernant l'implication d'enfants dans les conflits armés | Nations unies | 2000      | 2006  | 2011    |
| Protocole facultatif sur la vente d'enfants, la prostitution des enfants et la pornographie mettant en scène des enfants | Nations unies | 2000      | 2006  | 2011    |
| Convention relative aux droits des personnes handicapées | Nations unies | 2006      | -     | 2012    |
| Protocole facultatif à la Convention relative aux droits des personnes handicapées | Nations unies | 2006      | -     | 2012    |
| Convention internationale pour la protection de toutes les personnes contre les disparitions forcées | Nations unies | 2006      | -     | -       |
| Protocole facultatif au Pacte international relatif aux droits économiques, sociaux et culturels | Nations unies | 2008      | -     | -       |
| Protocole facultatif à la Convention relative aux droits de l'enfant sur une procédure de communication | Nations unies | 2011      | -     | -       |